# Alzing
Alzing település Franciaországban, Moselle megyében. Lakosainak száma 401 fő (2022. január 1.). Alzing Brettnach, Bouzonville, Oberdorff és Vaudreching községekkel határos.

## Népesség
A település népességének változása:
| Lakosok száma | 364  | 339  | 400  | 446  | 411  | 402  | 392  | 389  | 392  | 401  |
|               | 1968 | 1982 | 1990 | 2006 | 2013 | 2015 | 2017 | 2019 | 2020 | 2022 |